# Reality Club
Reality Club is een Indonesische indieband uit Jakarta, gevormd in 2016. Reality Club werd door AMI (Anugerah Musik Indonesia) genomineerd voor beste alternatieve track van het jaar en beste nieuwkomer van 2018.
De bezetting bestaat uit Faiz Novascotia Saripudin op zang en gitaar, Fathia Izzati op zang en piano, Iqbal Anggakusumah op gitaar, Nugi Wicaksono op de bass en Era Patigo op de drums. Met het oog op wereldwijde aanwezigheid, zijn ze in 2019 begonnen met hun expansie door Azië, spelend in Tokio, Maleisië, Djedda, Singapore, en stond zelfs gepland voor South By Southwest (SXSW) in Austin, Texas in 2020. Ze hebben in 2020 ook een online wereldtournee, spelend op online festivals voor het VK, Duitsland, Singapore en de VS gedaan. Het werk van Reality Club bevat sterke emotionele boodschappen door middel van hun geluid en teksten.

## Discografie

### Albums
| Jaar | Titel                    |
| ---- | ------------------------ |
| 2017 | Never Get Better         |
| 2019 | What Do You Really Know? |

### Ep's
| Jaar | Titel                    |
| ---- | ------------------------ |
| 2020 | The Rush and Other Vices |

### Singles
| Jaar | Titel                  | Album                    |
| ---- | ---------------------- | ------------------------ |
| 2017 | Is It The Answer?      | Never Get Better         |
| 2017 | Elastic Hearts         | Never Get Better         |
| 2019 | Telenovia              | What Do You Really Know? |
| 2019 | SSR                    | What Do You Really Know? |
| 2019 | Alexandra              | What Do You Really Know? |
| 2021 | I Wish I Was Your Joke | Geen album               |
| 2021 | You Let Her Go Again   | Geen album               |
| 2021 | Tell Me I'm Wrong      | Geen album               |
| 2022 | Anything You Want      | Geen album               |